# Чирков, Борис Николаевич
Бори́с Никола́евич Чирко́в (1906—1978) — советский государственный деятель и деятель спецслужб, Герой Социалистического Труда (1949; лишён звания в 1959 году); начальник УНКВД Восточно-Казахстанской области. Директор Комбината № 6 НКВД СССР (1946—1953) и ВостГОК (1953—1958).
Входил в состав особой тройки НКВД СССР.

## Биография
Борис Чирков родился 27 декабря 1905 года (по новому стилю — 9 января 1906 года) в городе Глазов (ныне — Удмуртия) в семье счётного работника. В 1918 году окончил три класса гимназии в Омске. В июне-октябре 1919 года работал «мальчиком» в Банке внешней торговли и в типографии, затем до мая 1920 года находился у отца на иждивении. В мае 1920 года Чирков был призван на службу в Рабоче-крестьянскую Красную Армию, был вестовым кавалерийского эскадрона, сотрудником политотдела дивизии, красноармейцем, секретарём военкома, временно исполняющим обязанности военкома эскадрона связи 1-й Сибирской кавалерийской дивизии. В декабре 1920 года окончил курсы Всевобуча в Омске.
В 1921 году Чирков был по комсомольской путёвке направлен в органы ВЧК-ОГПУ. С июня 1922 года был начальником розыска Особого отдела Западно-Сибирского военного округа, затем был уполномоченным Особого отдела 29-й стрелковой дивизии, уполномоченным Смоленского губернского отдела ГПУ, помощником уполномоченного Смоленского губернского отдела ГПУ по Ярцевскому уезду, затем по Рославльскому уезду, помощником начальника 2-го отделения ИНФО ПП ОГПУ по Западной области, начальником этого же отделения, начальником Алданского оперативного сектора ГПУ, заместителем начальника Якутского областного отдела ГПУ, временно исполняющим обязанности начальника УНКВД Якутской АССР.
Далее работал начальником Владимирского горотдела НКВД, начальником УНКВД Восточно-Казахстанской области. 3 января — 17 декабря 1939 года Чирков был заместителем Наркома внутренних дел Казахской ССР. Этот период отмечен вхождением в состав особой тройки, созданной по приказу НКВД СССР от 30.07.1937 № 00447 и активным участием в сталинских репрессиях.
Во время советско-финской войны Чирков занимал должность начальника Управления Темниковского лагеря НКВД для военнопленных. С 16 апреля 1940 года он возглавил Управление Джезказганского исправительно-трудового лагеря и Джазказганского медеплавильного и горного комбината НКВД, затем стал начальником Управления Тырныаузского исправительно-трудового лагеря и горно-медного комбината НКВД в Кабардино-Балкарской АССР. С января 1943 года — на фронтах Великой Отечественной войны, командовал батальоном, затем стал заместителем командира 10-й гвардейской воздушно-десантной дивизии по тылу. Принимал участие в боях на Северо-Западном и 3-м Украинском фронтах, участвовал в освобождении Украины, Румынии, Болгарии, Югославии, Венгрии.
В январе 1945 года Чирков был отозван с фронта и был назначен начальником строительства горно-металлургического комбината № 6 НКВД СССР в городе Ленинабад (ныне — Худжанд, Таджикистан), который должен был стать первенцем советской атомной промышленности. С сентября 1946 года по октябрь 1953 года он руководил этим комбинатом. Чирков провёл большую работу по организации добычи урановой руды и производству урана. Только за 1948 год комбинат произвёл 66 тонн уранового концентрата.
Указом Президиума Верховного Совета СССР от 29 октября 1949 года «О присвоении звания Героя Социалистического Труда научным, инженерно-техническим и руководящим работникам научно-исследовательских, конструкторских организаций и промышленных предприятий» (с грифом: «Не подлежит опубликованию») «за исключительные заслуги перед государством при выполнении специального задания» подполковник госбезопасности Борис Чирков был удостоен высокого звания Героя Социалистического Труда с вручением ордена Ленина и медали «Серп и Молот». Среди других награждённых этим же указом были видные учёные-атомщики Доллежаль, Зельдович, Курчатов, Харитон, Щёлкин.

## Завершающий этап
В 1953 году Чирков перенёс тяжёлый инфаркт, после чего был переведён начальником Восточного горно-обогатительного комбината Министерства среднего машиностроения в посёлке Жёлтая Река Днепропетровской области Украинской ССР.
В 1957 году он вышел на пенсию. В том же году он был исключён из рядов КПСС за участие в массовых репрессиях в период работы в органах НКВД.
Указом Президиума Верховного Совета СССР от 16 января 1959 года за «нарушения в прошлом социалистической законности» Борис Чирков был лишён звания Героя Социалистического Труда и всех прочих государственных наград.
Проживал в Москве. Умер 28 ноября 1978 года.

## Награды
Был награждён тремя орденами Ленина, орденом Красного Знамени, двумя орденами Отечественной войны 2-й степени, орденами Трудового Красного Знамени, Красной Звезды, рядом медалей, знаком «Почётный работник ВЧК-ГПУ (XV)».

## Звания
- старший лейтенант государственной безопасности, 02.03.1936.
- капитан государственной безопасности, 03.01.1939